# Provincia di Jujuy
Jujuy è una provincia dell'Argentina situata nell'estremo nord-ovest del Paese.

## Geografia fisica
Situata nella parte estrema nord-ovest del Paese, confina con il Cile e la Bolivia. La capitale è San Salvador de Jujuy, spesso abbreviato in Jujuy. La popolazione censita nella provincia nel 2010 è di 673 307 abitanti, su un'area di 53,219 km². Le uniche province confinanti sono quelle di Salta a est e a sud, quella boliviana di Tarija a nord e quella cilena di El Loa ad ovest.
Geograficamente, la provincia è suddivisa da ovest a est in quattro regioni: l'arida e fredda Puna de Atacama, la pittoresca Quebrada de Humahuaca, le temperate e fertili Valli (Valles) e le piovisilve calde chiamate Yungas.
Il nord di questa provincia argentina risalta a livello mondiale per essere sede dell'estesa valle denominata Quebrada de Humahuaca, che per la sua bellezza e per le sue singolarità è stata dichiarata patrimonio dell'umanità dall'UNESCO.

## Etimologia
Il nome Jujuy deriva da un tipo di governatore provinciale Inca (xuxuyoc) incontrato dagli spagnoli alla fine del XVI secolo.

## Storia
All'inizio della conquista spagnola, l'attuale Jujuy era abitata da diverse popolazioni indigene. Predominavano gli Omaguacas, che erano divisi in partizioni o tribù. Le tribù principali erano gli Ocloyas, i Purmamarcas, gli Yavis, gli Yalas, i Churumatas e i Jujuys, che hanno dato il nome alla provincia. Tuttavia, nella regione della Puna prevalevano gli Atacamas, in particolare la tribù dei Lípes. Gli Omaguacas erano una sintesi etnica di Diaghiti e Atacamas con una forte componente genetica Arawak.
Intorno al 1470-80, tutti questi gruppi etnici e tribù furono conquistati e sottomessi dagli Inca, in quella che è conosciuta come la Terza espansione dell'Impero Inca. Gli Inca stabilirono il loro principale centro di dominazione a Sikuani (o Chicoana, una città nell'attuale provincia di Salta).
La tenace resistenza di queste popolazioni rese difficile l'avanzata degli invasori, prima quechua e poi spagnoli. Nel 1536 Diego de Almagro attraversò la Puna de Jujuy e iniziò la conquista della provincia.
La resistenza degli Omahuaca o Omaguacas si affiancò a quella dei Diaghiti, cosicché nelle Guerre Calchaquí i popoli aborigeni di Jujuy resistettero validamente guidati da capi come Juan Calchaquí, Kipildor (Quipildor) e Viltipoco. Inoltre, fu proprio in questa provincia che gli spagnoli completarono l'accerchiamento delle valli Calchaquíes in rivolta, quando Francisco de Algañáraz fondò nel 1593 la città e il forte di San Salvador de Jujuy, alla confluenza dei fiumi río Grande de Jujuy e río Xibi-Xibi.
Alla fine del XVII secolo, la dogana del Vicereame del Perù fu trasferita da Córdoba a Jujuy.
La regione che comprende l'attuale provincia di Jujuy fece parte del Vicereame del Perù fino al 1776, quando la corona spagnola creò il Vicereame del Río de la Plata. Con la separazione dal Perù e la creazione del Vicereame del Río de la Plata, Jujuy perse la sua importanza e la sua popolazione iniziò a diminuire. In base alla Real Ordenanza de Intendentes del 28 gennaio 1782, l'attuale provincia di Jujuy rimase parte dell'Intendenza di San Miguel de Tucumán. Un anno e mezzo dopo, la Real Cédula del 5 agosto 1783 abolì l'Intendenza di Tucumán, con il risultato che Jujuy, insieme a Catamarca, Santiago del Estero, Salta, Tucumán e la Puna de Atacama (oggi nel nord del Cile), entrò a far parte della nuova Intendenza di Salta del Tucumán, con la città di Salta come capoluogo.
Nel 1810, quando scoppiò la Rivoluzione di Maggio, Jujuy e Tarija, nell'attuale Bolivia, costituivano la parte settentrionale del governatorato di Salta del Tucumán. Durante la guerra d'indipendenza, i realisti lanciarono undici invasioni dal Perù e dall'Alto Perù, cosicché la situazione dei patrioti divenne critica nella zona di Lípez, Tarija e Jujuy. Per questo motivo, nel 1812, Manuel Belgrano, comandante dell'Esercito del Nord (Ejército del Norte), guidò l'Éxodo Jujeño (esodo da Jujuy).
Uno dei principali leader realisti (ultimo viceré del Río de la Plata e autoproclamatosi viceré del Perù) era l'ultraconservatore Pedro Olañeta, proprietario terriero di Jujuy. Nel luglio 1825 fu nominato Viceré del Río de la Plata da Ferdinando VII di Spagna, che non sapeva che nel frattempo era stato ucciso nella battaglia di Tumusla. Dopo una serie di conflitti interni, il 18 novembre 1834 Jujuy dichiarò la propria autonomia dalle province di Tucumán e Salta.
Nel 1836 la maggior parte della provincia fu invasa dalle truppe della Confederazione peruviano-boliviana.
Nel 1876 una ribellione indigena legata alla richiesta di terre nei dipartimenti di Rinconada, Cochinoca e Yavi fu brutalmente repressa dal governo provinciale dopo che i ribelli furono sconfitti nella battaglia di Quera. Jujuy iniziò un graduale processo di miglioramento economico e sociale e alla fine del XIX secolo sorse l'industria della canna da zucchero. All'inizio del XX secolo, fu aperta la ferrovia che collegava la provincia con Buenos Aires e La Paz, in Bolivia. Nel 1943 il Governo del Territorio delle Ande fu sciolto e a Jujuy fu assegnato il dipartimento di Susques.
Nel 1945, l'industria pesante arrivò a Jujuy per mano del generale Manuel Savio, consigliere economico presidenziale, che fece installare a Jujuy la prima acciaieria moderna dell'Argentina. Nel 1969 a Jujuy e nella limitrofa Salta sono stati scoperti giacimenti petroliferi da parte della società statale YPF.

## Amministrazione

### Dipartimenti
La provincia è divisa in 16 dipartimenti (in spagnolo, departamentos).
Dipartimenti (Capitale):
1. Cochinoca (Abra Pampa)
2. El Carmen (El Carmen)
3. Doctor Manuel Belgrano (San Salvador de Jujuy)
4. Humahuaca (Humahuaca)
5. Ledesma (Libertador General San Martín)
6. Palpalá (Palpalá)
7. Rinconada (Rinconada)
8. San Antonio (San Antonio)
9. San Pedro (San Pedro)
10. Santa Bárbara (Palma Sola)
11. Santa Catalina (Santa Catalina)
12. Susques (Susques)
13. Tilcara (Tilcara)
14. Tumbaya (Tumbaya)
15. Valle Grande (Valle Grande)
16. Yavi (La Quiaca)

### Comuni
Ogni dipartimento è composto di comuni (municipios) e commissioni municipali (comisiones municipales). I comuni possono organizzare i centri urbani del proprio territorio in delegaciones municipales o in comunas rurales.

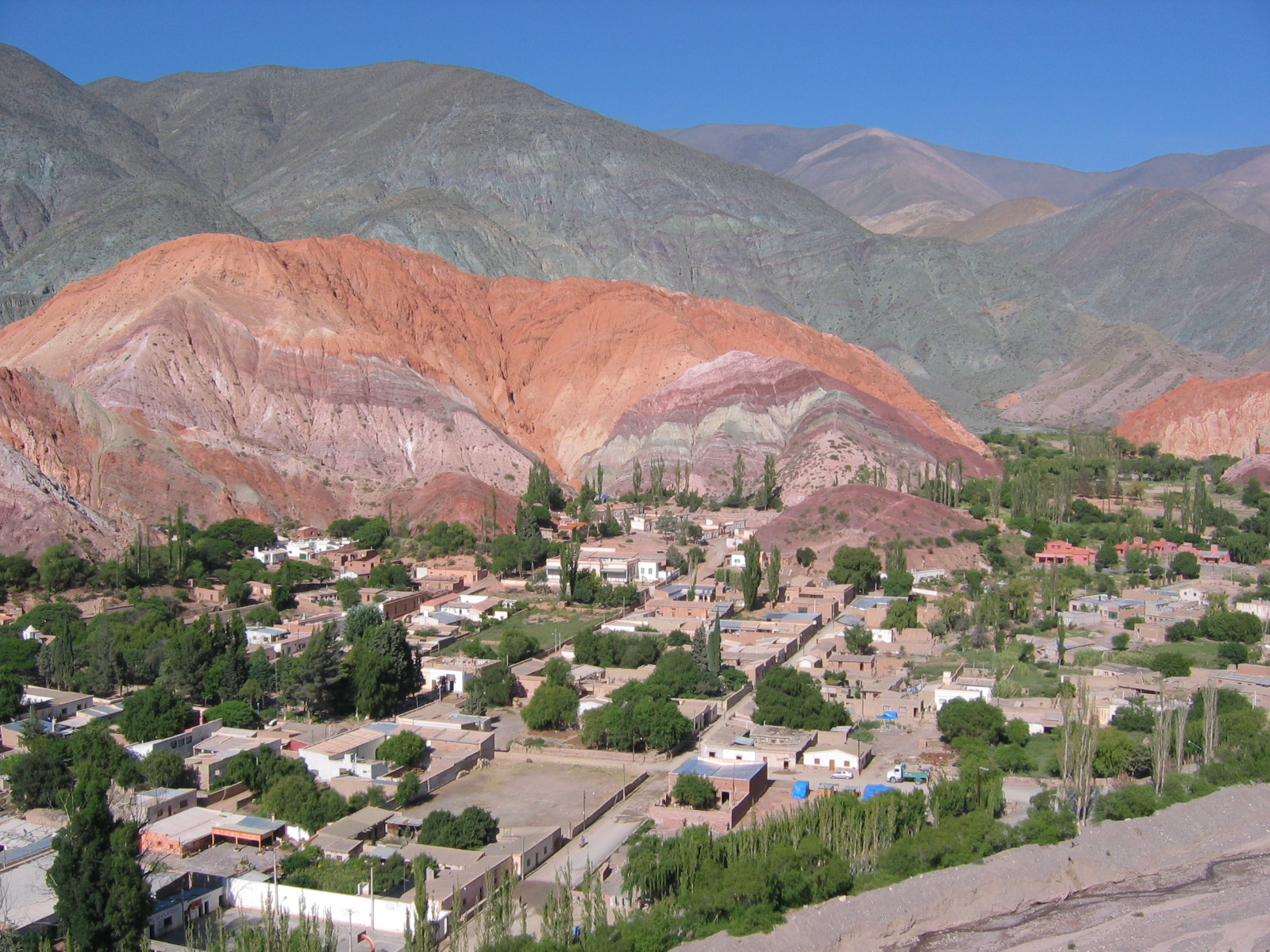
Cerro de los siete colores (montagna dei sette colori) nel Jujuy
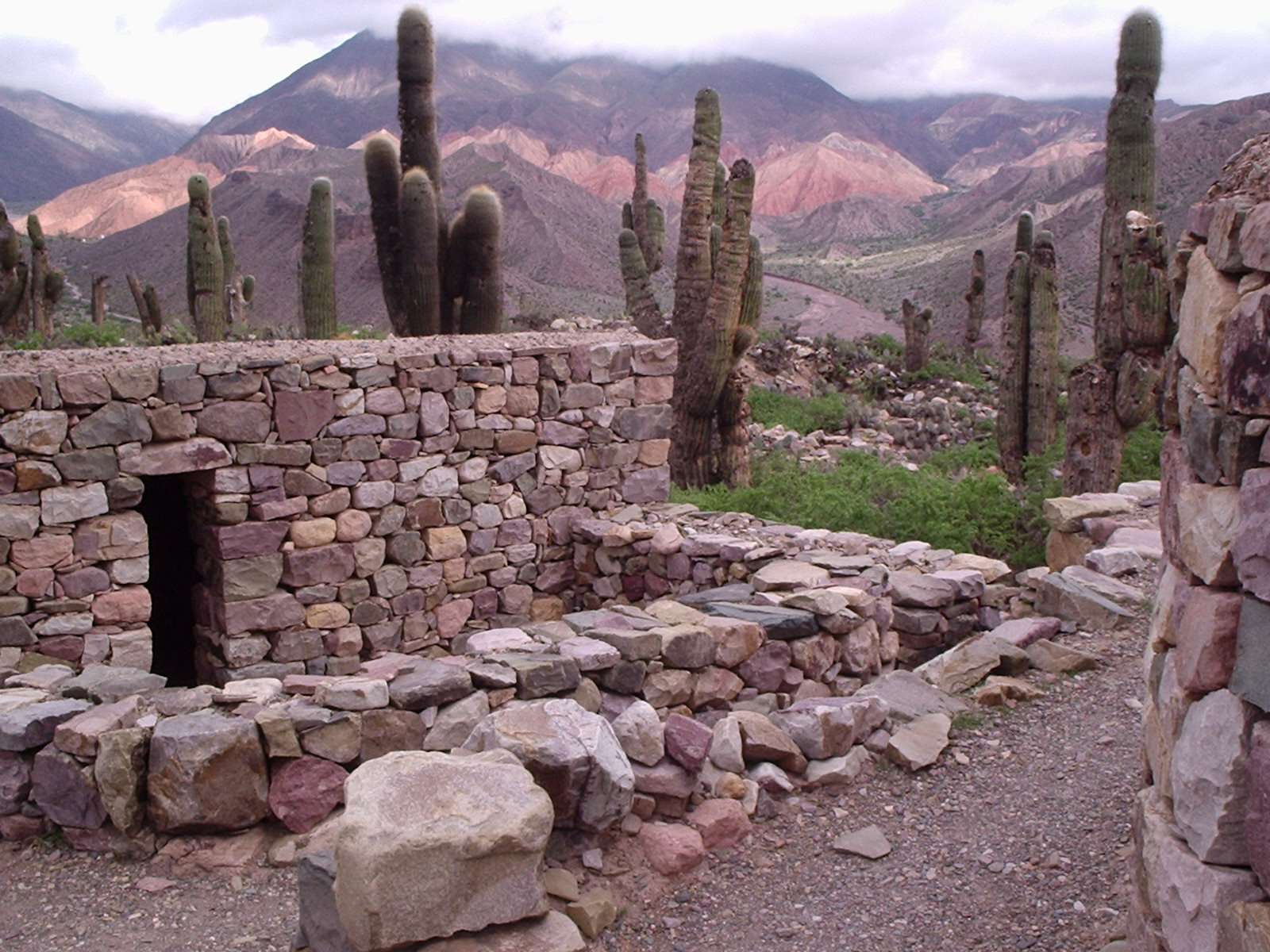
Fortezza precolombiana (Pucará) di Tilcara, Jujuy
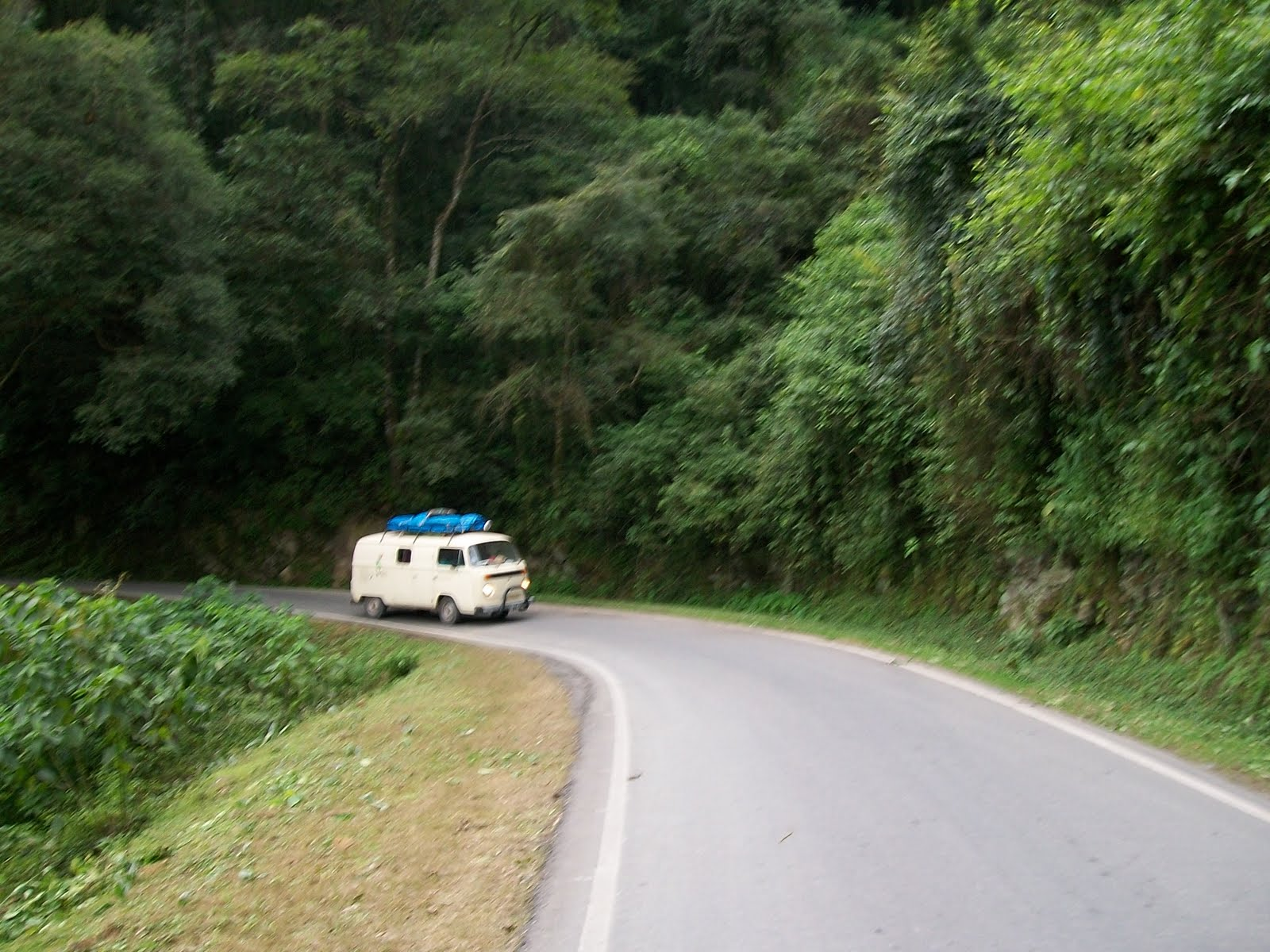
Strada nazionale Nº9 (Via che collega i capoluoghi di Salta e Jujuy)
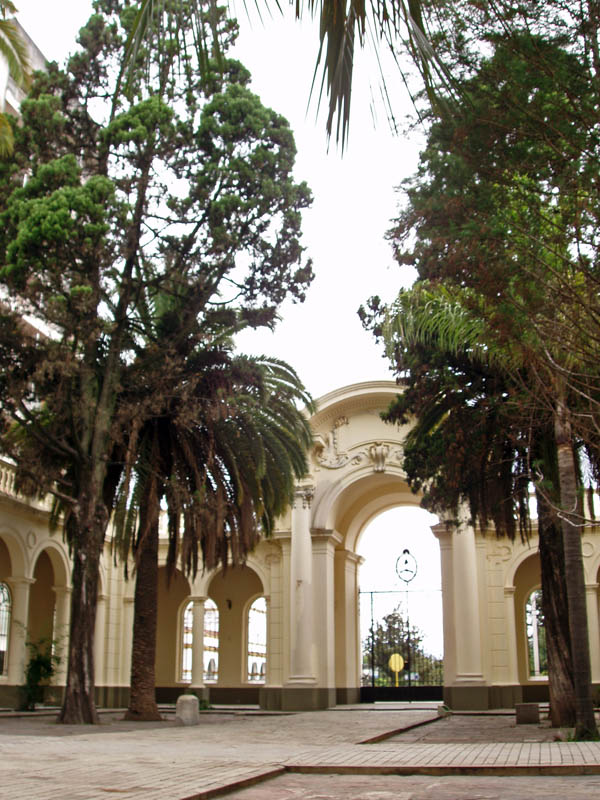
Patio della sede del Governatore a Jujuy